# Starý zákon

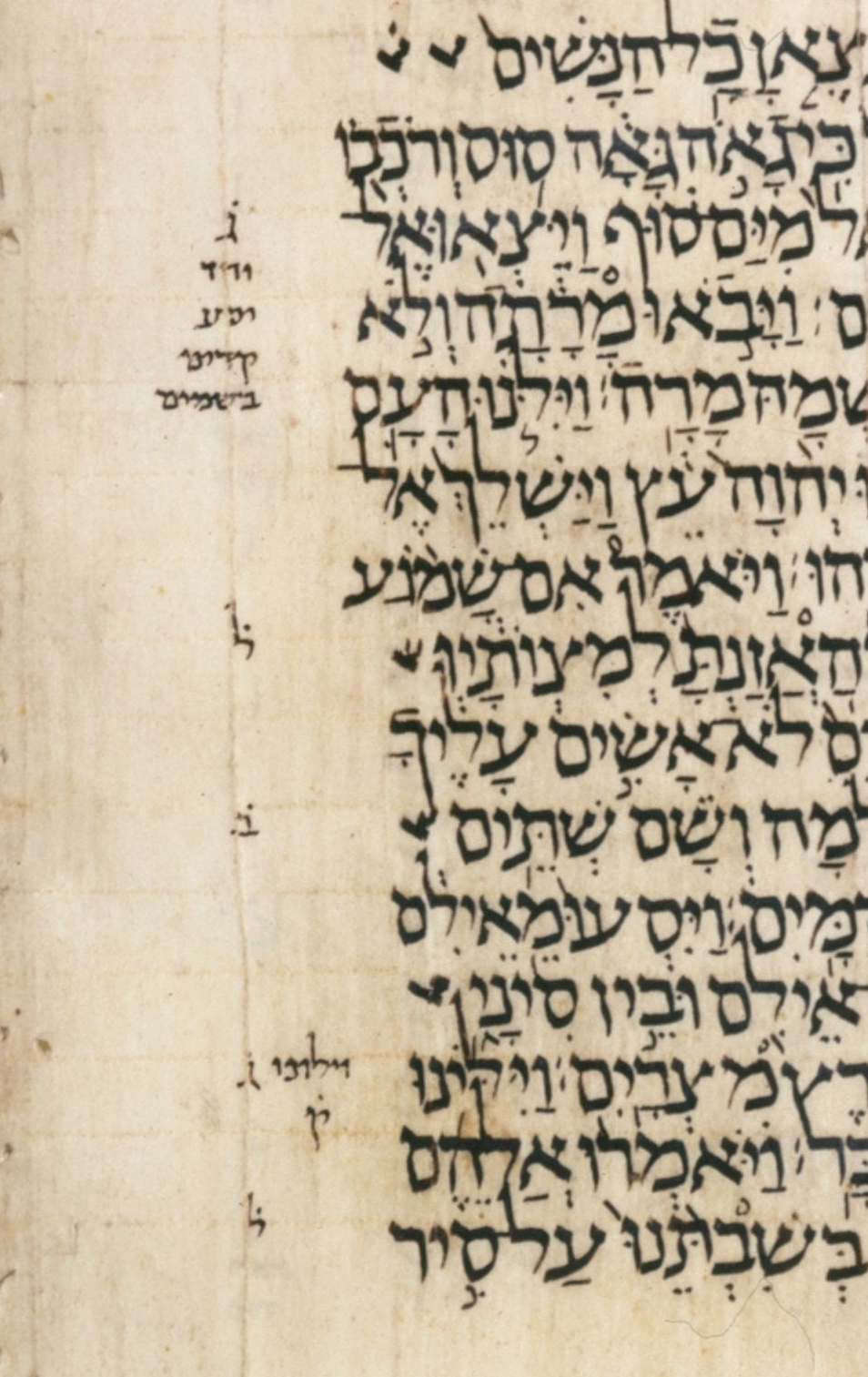
Codex Leningradensis – rukopis Tanachu z roku 1008 či 1009, ze kterého pro jeho úplnost vycházejí dnešní kritická vydání Starého zákona

Starý zákon (v některých překladech Stará smlouva) je delší a starší část Bible. Jedná se původně o sbírku posvátných židovských knih, kterou přejalo křesťanství vzniklé z judaismu. Vzhledem k tomu, že tuto sbírku užívají jak židé, tak různé proudy křesťanství, nepanuje v mnoha otázkách shoda – ani v tak základních, jako je rozsah či název sbírky.

## Otázka kánonu, označení a dělení
Rozsah biblického kánonu se mezi těmi, kdo Starý zákon užívají, liší. Židé uznávají 39 samostatných knih (resp. 24, jelikož nerozdělují některé knihy na více částí jako křesťané). Protestanti přejali židovský kánon, tak jak se ustálil okolo roku 100. Katolická církev uznává kánon rozšířený i o deuterokanonické knihy, neboť vychází z alexandrijské židovské tradice, a považuje tak za závazných celkem 46 spisů. Nejvíce knih má ve svém kánonu Etiopská ortodoxní církev – 54.
Označení Starý zákon je křesťanské a „starý“ zde stojí v protikladu či jako doplnění k Novému zákonu, druhé části křesťanské Bible. Toto pojmenování je do jisté míry problematické, jelikož svádí k tomu, aby toto označení bylo chápáno jako „zastaralý zákon“. Již i křesťanští autoři navrhují používat buď židovské označení Tanach (akronym složený z Tóra, Nevi'im (proroci) a Ktuvim (spisy); toto označení však nepostihuje deuterokanonické knihy), nebo např. První zákon (a pro Nový zákon pak užívat Druhý zákon).
Podle klasického židovského dělení má Starý zákon tři části: Tóra, Proroci a Spisy. Křesťané jej obvykle dělí na čtyři části: pět knih Mojžíšových (Pentateuch), historické spisy, mudroslovné knihy a prorocké knihy.

## Vznik a charakter

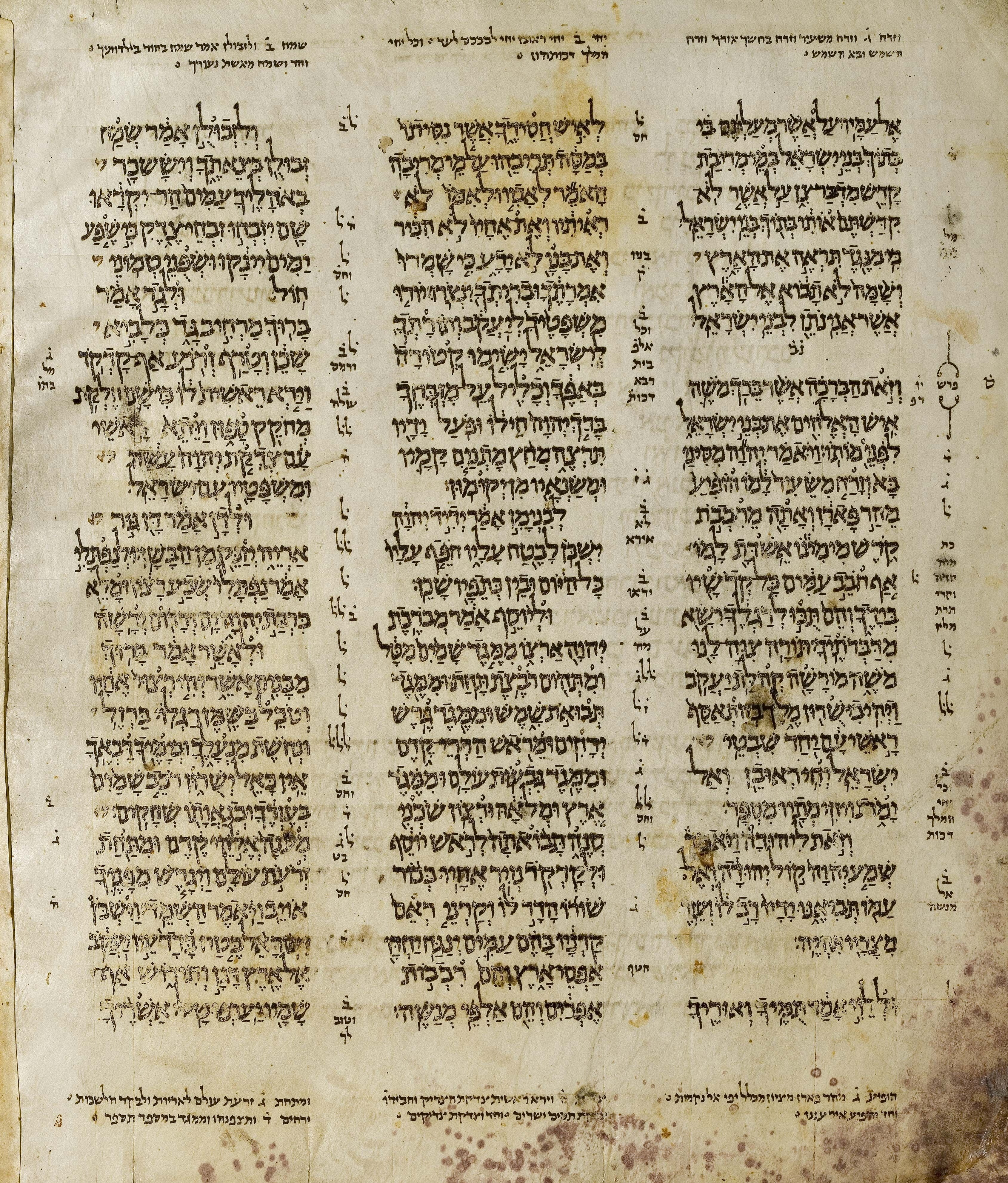
Aleppo Codex (kniha Deuteronomium) – nejstarší nalezený masoretský text z roku 895; dochován jen částečně

Starý zákon vznikal přibližně v průběhu 1000 let. Nejstarší texty pocházejí z předmonarchického izraelského období, tj. snad před rokem 1000 př. n. l. Existují však i teorie opírající se o literární skladbu a historické skutečnosti první části knihy Genesis, které posunují stáří těchto textů před rok 1500 př. n. l., a tvrdící, že zápisy historie, jak bylo tehdy zvykem a považováno za důležité, pořizovali již praotcové (doba patriarchů bývá umísťována do období kolem r. 2000 př. n. l., někteří historici ji ale umisťují do doby 12.–13. stol. př. n. l., která je pravděpodobnější (alespoň pro skupiny kolem Abraháma a Izáka) nejspíše na hliněné tabulky, které se předáváním dostaly až do rukou Mojžíšových. Ten z nich udělal soubor, opatřil vysvětlivkami, převedl jednotky, místní názvy a Boží jména do podoby obecně známé a doplnil tento soupis vyprávěním o Josefovi. Nejmladší texty byly sepsány v posledních staletích př. n. l. Starý zákon začíná vyprávěním o stvoření světa a dále pokračuje sledováním dějin židovských praotců a židovského národa jako zkušenosti lidí s Hospodinem až zhruba do 2. století př. n. l. (Makabejské povstání). Obsažené knihy jsou nejrůznějšího typu: výpravné, historické, sbírky výroků, vidění, úvahy, modlitby, písně apod. Je napsán z větší části hebrejsky, některé části spisů aramejsky a v případě deuterokanonických knih řecky.
Ke správnému porozumění je nutné si uvědomit záměr textu a okolnosti, ve kterých text vznikal. Cílem tvůrců totiž ve většině případů nebylo objektivně vylíčit historické události, ale spíše tyto události interpretovat. Teprve po uchopení záměru textu je možné se přiblížit skutečnému průběhu historické události. Problematika historicity událostí je ztížena navíc ještě tím, že Starý zákon je mnohdy jediným pramenem židovských dějin.:s.21–23
Mnohé knihy také původně nebyly určeny k literárnímu užití, ale byly určeny k určité příležitosti (liturgie, běžný život). Texty Starého zákona procházely mnohdy dlouhým vývojem a v první fázi byly předávány ústně. Postupem doby však vznikala potřeba tyto texty zapisovat – zmínky o tomto procesu obsahuje i samotný text Starého zákona.:s.109-112 Převedením ústní tradice do písemné podoby se však většinou modifikoval žánr, jelikož původní text byl vytržen z původního kontextu a vložen do prostředí nového. Zároveň byl text také ucelován – tato redakce, probíhající v 2. pol. 1. tisíciletí př. n. l., tak textu dala jeho konečnou podobu. I přes snahu text sjednotit v něm lze často rozlišit jednotlivé původní části a švy mezi nimi.:s.165-170
Nejstarší písemné zaznamenání mnohem starší hebrejské ústní tradice pochází patrně z doby krále Šalomouna, který vládl jednotnému izraelskému národu mezi lety 973-931 př. n. l. Nejstarší vrstva Starého zákona, Tóra, tedy učení (nebo také zákon, podle některých filologů „směrovka“, podle českého teologa O. Havelky s původním přesným významem „ukazatel cesty na poušti“), řecky Pentateuch (v překladu 5 pouzder na svitky), vznikla na základě hypotézy pramenů ze 4 tradic. To je důvod, proč najdeme v pěti knihách Mojžíšových některá vyprávění dvakrát i vícekrát v jiném podání, někdy i s odchylkami – například 2 příběhy o stvoření, 2 příběhy o uzavření smlouvy mezi Abramem a Hospodinem či dokonce trojí podání o povolání Mojžíše. Nejstarší autorská tradice je jahvistická (podle označení Boha – JHVH, čteno Jahve) z 10. stol. př. n. l., mladší tradice elohistická (podle staroorientálního označení Boha – Elohim) vznikla v rozmezí 9. a 8. stol. př. n. l., ještě mladší tradice je potom deuteronomická ze 7. stol. př. n. l. a nejmladší je tzv. Kněžský kodex, který vznikl v babylonském vyhnanství mezi lety 587-537 př. n. l. Text Starého zákona vznikal asi od 10. do 3. stol. př. n. l. a popisuje velké dějiny izraelského národa a Boží zásahy v průběhu dějin spásy ve prospěch člověka, jenž byl stvořen k Božímu partnerství, ovšem po pádu se Bohu vzdálil. První texty Starého zákona byly psány pravděpodobně na papyrus dovážený z Egypta, pergamen či zvířecí kůži, možná také na hliněné tabulky po mezopotámském způsobu. Z těchto dob nejsou žádné přímé pozůstatky, zachovaly se mladší opisy.  